# Dnistroweć Białogród nad Dniestrem
Dnistroweć Białogród nad Dniestrem (ukr. Футбольний клуб «Дністровець» Білгород-Дністровський, Futbolnyj Kłub "Dnistroweć" Biłhorod-Dnistrowśkyj) – ukraiński klub piłkarski z siedzibą w Białogrodzie nad Dniestrem, w obwodzie odeskim.

## Historia
Chronologia nazw:
- lata 30. XX wieku: Tyras Cetatea Albă (ukr. «Тирас» Четатя-Албе)
- 195?: drużyna m.Białogród nad Dniestrem (ukr. Команда м.Білгород-Дністровський)
- 196?: Spartak Białogród nad Dniestrem (ukr. «Спартак» Білгород-Дністровський)
- 1976: Portowyk Białogród nad Dniestrem (ukr. «Портовик» Білгород-Дністровський)
- 1978: Polimer Białogród nad Dniestrem (ukr. «Полімер» Білгород-Дністровський)
- 1979: Zenit Białogród nad Dniestrem (ukr. «Зеніт» Білгород-Дністровський)
- 1979: Dnister Białogród nad Dniestrem (ukr. «Дністер» Білгород-Дністровський)
- 1981: Budiwelnyk Białogród nad Dniestrem (ukr. «Будівельник» Білгород-Дністровський)
- 1988: Dnistroweć Białogród nad Dniestrem (ukr. «Дністровець» Білгород-Дністровський)
- 1999: Tyras-2500 Białogród nad Dniestrem (ukr. «Тирас-2500» Білгород-Дністровський)
- 2018: Dnistroweć Białogród nad Dniestrem (ukr. «Дністровець» Білгород-Дністровський)

Pierwsza drużyna piłkarska Tyras Cetatea Albă została założona w mieście Akerman w latach 30. XX wieku i występowała w turniejach piłkarskich Rumunii i Mittel-Europy. Potem w latach 50-60 XX wieku zespół pod różnymi nazwami występował w rozgrywkach mistrzostw i Pucharu obwodu odeskiego. Jako drużyna miasta Białogród nad Dniestrem zdobyła wicemistrzostwo w 1957 i brązowe medale mistrzostw obwodu w 1956. Jako Spartak zajmował drugie (1966) i trzecie miejsce (1971) w mistrzostwach. W latach 70. XX wieku nazywał się Portowyk, Polimer, Zenit i Dnister, a w latach 80. – Budiwelnyk. W 1988 klub przyjął nazwę Dnistroweć Białogród nad Dniestrem i w sezonie 1992/93 startował w Mistrzostwach Ukrainy spośród drużyn amatorskich. W następnym sezonie zajął 2. miejsce w 6 grupie i zdobył awans do Trzeciej Lihi. W sezonie 1994/95 debiutował w rozgrywkach Trzeciej Lihi. Również debiutował w Pucharze Ukrainy. W następnym sezonie po reorganizacji systemu lig klub okazał się w Drugiej Lidze. Zajął 15. miejsce w Grupie B, ale przez problemy finansowe zrezygnował z dalszych występów. Klub pozbawiono statusu profesjonalnego. Dalej kontynuował występy w rozgrywkach mistrzostw i Pucharu obwodu odeskiego.
W 1999 klub zmienił nazwę na Tyras-2500 Białogród nad Dniestrem. Słowo "Tyras" oznacza w języku starogreckim "szybki", a liczbę 2500 dołączono z okazji 2500-lecia miasta, świętowanego w 1998. W 2018 klub powrócił do nazwy Dnistroweć Białogród nad Dniestrem.

## Sukcesy
- 15. miejsce w Drugiej Lidze, grupie B:

1995/96
- 1/64 finału Pucharu Ukrainy:

1994/95, 1995/96
- mistrz obwodu odeskiego:

2001, 2002, 2004 — 2006
- finalista Pucharu obwodu odeskiego:

1992